# S-adenozil metionină
S-adenozil metionina (SAM sau AdoMet) este un compus chimic cu rol de cofactor biochimic, fiind implicat în procesele de transfer de grupe metilice, transsulfurare și aminopropilare. Deși acestea sunt reacții anabolice care au loc în tot organismul, SAM este produs și utilizat în ficat. Enzimele implicate sunt denumite metiltransferaze. SAM este biosintetizat de la adenozintrifosfat (ATP) și metionină, în prezența metionin adenoziltransferazei. A fost descoperită de Giulio Cantoni în anul 1952.